# Lois Walker
Lois Walker es una deportista neozelandesa que compitió en judo. Ganó una medalla de plata en el Campeonato de Oceanía de Judo de 1985, en la categoría de –48 kg.

## Palmarés internacional
| Campeonato de Oceanía | Campeonato de Oceanía    | Campeonato de Oceanía | Campeonato de Oceanía |
| Año                   | Lugar                    | Medalla               | Categoría             |
| --------------------- | ------------------------ | --------------------- | --------------------- |
| 1985                  | Auckland (Nueva Zelanda) | Medalla de plata      | –48 kg                |